# Rizhao
Rizhao léase Ri-Zháo (en chino, 日照市; pinyin, Rìzhào, literalmente: Luz solar) es una ciudad-prefectura situada en el sudeste de la provincia de Shandong, en la República Popular de China. Está ubicada en la costa del Mar Amarillo, frente a Corea y Japón cruzando el mar hacia el este. Limita al noreste con Qingdao, al norte con Weifang, al oeste con Linyi y al sur con Lianyungang.

## Administración
La ciudad prefectura de RizhaFo administra 2 distritos y 2 condados:
- Distrito de Donggang (东港区)
- Distrito de Lanshan (岚山区)
- Condado de Ju (莒县)
- Condado de Wulian (五莲县)

## Historia
La ciudad fue nombrada condado Haiqu durante la dinastía Han del oeste y condado Xihai durante la dinastía Han del este, durante la dinastía Tang junto con el estado Ju, Rizháo pertenecía al distrito Mizhou de Henan. En el segundo año del periodo Yuanyou de la dinastía Song el poblado de Rizháo fue establecido. En el año 24 del periodo Dading de la dinastía Jin el condado Rizháo fue establecido. En 1989 la ciudad de Rizháo fue promovida a ciudad-prefectura

## Clima
La ciudad tiene un clima cálido,el verano es caliente y lluvioso, mientras que el invierno es frío y seco. El promedio de luz solar es de 2.533 horas al año. La humedad es del 72% y está libre de nieve durante 223 días, en 2010 se registró 12.7 °C de temperatura promedio siendo la más alta de 36.1 °C y la más baja de -14.7 °C en verano e invierno respectivamente.
| Parámetros climáticos promedio de Rizhao (1971–2000) | Parámetros climáticos promedio de Rizhao (1971–2000) | Parámetros climáticos promedio de Rizhao (1971–2000) | Parámetros climáticos promedio de Rizhao (1971–2000) | Parámetros climáticos promedio de Rizhao (1971–2000) | Parámetros climáticos promedio de Rizhao (1971–2000) | Parámetros climáticos promedio de Rizhao (1971–2000) | Parámetros climáticos promedio de Rizhao (1971–2000) | Parámetros climáticos promedio de Rizhao (1971–2000) | Parámetros climáticos promedio de Rizhao (1971–2000) | Parámetros climáticos promedio de Rizhao (1971–2000) | Parámetros climáticos promedio de Rizhao (1971–2000) | Parámetros climáticos promedio de Rizhao (1971–2000) | Parámetros climáticos promedio de Rizhao (1971–2000) |
| Mes                                                  | Ene.                                                 | Feb.                                                 | Mar.                                                 | Abr.                                                 | May.                                                 | Jun.                                                 | Jul.                                                 | Ago.                                                 | Sep.                                                 | Oct.                                                 | Nov.                                                 | Dic.                                                 | Anual                                                |
| ---------------------------------------------------- | ---------------------------------------------------- | ---------------------------------------------------- | ---------------------------------------------------- | ---------------------------------------------------- | ---------------------------------------------------- | ---------------------------------------------------- | ---------------------------------------------------- | ---------------------------------------------------- | ---------------------------------------------------- | ---------------------------------------------------- | ---------------------------------------------------- | ---------------------------------------------------- | ---------------------------------------------------- |
| Temp. máx. media (°C)                                | 3.7                                                  | 5.3                                                  | 9.4                                                  | 15.6                                                 | 20.8                                                 | 24.4                                                 | 27.7                                                 | 28.6                                                 | 25.5                                                 | 20.3                                                 | 13.0                                                 | 6.5                                                  | 16.7                                                 |
| Temp. mín. media (°C)                                | -3.7                                                 | -2.0                                                 | 2.2                                                  | 8.2                                                  | 13.6                                                 | 18.6                                                 | 22.8                                                 | 23.0                                                 | 18.1                                                 | 12.0                                                 | 4.8                                                  | -1.3                                                 | 9.7                                                  |
| Precipitación total (mm)                             | 13.5                                                 | 17.8                                                 | 25.2                                                 | 41.4                                                 | 66.4                                                 | 102.1                                                | 188.8                                                | 161.7                                                | 78.0                                                 | 48.4                                                 | 29.9                                                 | 11.3                                                 | 784.5                                                |
| Días de precipitaciones (≥ 0.1 mm)                   | 3.3                                                  | 4.2                                                  | 5.4                                                  | 6.9                                                  | 8.3                                                  | 9.1                                                  | 13.6                                                 | 11.0                                                 | 7.5                                                  | 6.1                                                  | 5.1                                                  | 3.3                                                  | 83.8                                                 |
| Fuente: Weather China                                |                                                      |                                                      |                                                      |                                                      |                                                      |                                                      |                                                      |                                                      |                                                      |                                                      |                                                      |                                                      |                                                      |

## Puerto de Rizhao
El puerto de Rizhao es un puerto marítimo natural de aguas profundas en la costa de la ciudad de Rizhao, provincia de Shandong, en China, ubicado en la costa sur de la península de Shandong, que se abre al Mar Amarillo. El puerto tiene 46 puntos de atraque de aguas profundas en dos áreas portuarias principales (área portuaria de Lanzhao y área portuaria de Shijiu). En 2012, el puerto alcanzó un rendimiento de 284 millones de toneladas métricas, lo que lo convierte en el décimo puerto más activo de China.

## Ciudades hermanas
Coatzacoalcos 